# Titularbistum Rossmarkaeum
Rossmarkaeum (ital.: Rosemarkie) ist ein Titularbistum der römisch-katholischen Kirche. Es besteht seit 1974.

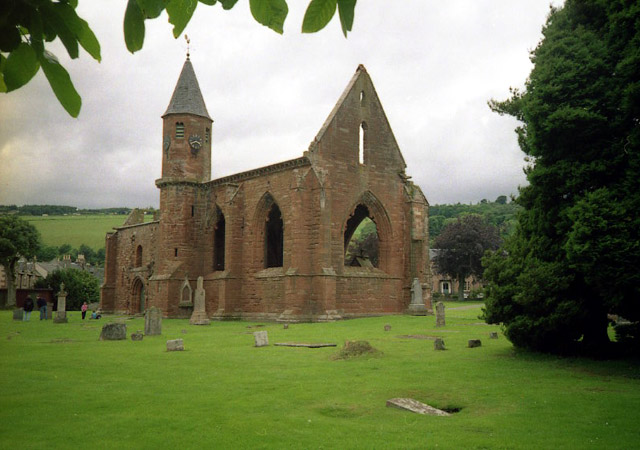
Ehemalige Kathedrale in Fortrose

Es geht zurück auf das Bistum Ross welches in etwa den Bereich der Grafschaften Ross-shire und Cromartyshire in den schottischen Highlands umfasste. Der Sitz des Bistums war vermutlich ursprünglich in Rosemarkie, spätestens ab dem 13. Jahrhundert aber in Fortrose, beide auf der Black Isle gelegen. Dieses Bistum wurde im 12. Jahrhundert als Rosemarkie bezeichnet, später als Bistum Ross. Es gehörte der Kirchenprovinz Saint Andrews an. Das ursprüngliche Bistum wurde infolge der schottischen Reformation erstmals 1638 aufgelöst. Unter dem Dach der Church of Scotland 1661 restauriert, endete seine Existenz endgültig 1689.
| Titularbischöfe von Rossmarkaeum |                                 |                                           |                   |                  |
| Nr.                              | Name                            | Amt                                       | von               | bis              |
| 1                                | Louis-de-Gonzague Langevin MAfr | Weihbischof in Saint-Hyacinthe (Kanada)   | 9. August 1974    | 18. Juli 1979    |
| 2                                | Marcel André J. Gervais         | Weihbischof in London (Kanada)            | 19. April 1980    | 3. Mai 1985      |
| 3                                | Donald William Wuerl            | Weihbischof in Seattle (USA)              | 30. November 1985 | 11. Februar 1988 |
| 4                                | William G. Curlin               | Weihbischof in Washington (USA)           | 2. November 1988  | 22. Februar 1994 |
| 5                                | Paul Hendricks                  | Weihbischof in Southwark (Großbritannien) | 28. Dezember 2005 |                  |